# Лаггала-Паллегама (підрозділ окружного секретаріату)
Підрозділ окружного секретаріату Лаггала-Паллегама — підрозділ окружного секретаріату округу Матале, Центральна провінція, Шрі-Ланка.